# Чернушка бухарская
Чернушка бухарская (лат. Nigella bucharica) — однолетнее травянистое растение, вид рода Чернушка (Nigella) семейства Лютиковые (Ranunculaceae).

## Распространение и экология
Встречается в Памиро-Алае. Эндемик.
Растёт в степных склонах.

## Ботаническое описание
Стебель простой или от середины ветвистый.
Нижние листья цельные, линейно-ланцетные, длиной 2,5—4 м; стеблевые и верхние — пальчато-рассечённые.
Чашелистики в числе 5, бледные. Цветки диаметром 1 см, желтовато-белые; чашелистники яйцевидные, острые, бледно-жёлтые.
Плод — листовка, в числе 5—20, прямые, линейно-продолговатые или линейно-ланцетные. Семена бурые или оливково-бурые, яйцевидные.

## Классификация

### Таксономия
Вид Чернушка бухарская входит в род Чернушка (Nigella) подсемейства Лютиковые (Ranunculoideae) семейства Лютиковые (Ranunculaceae) порядка Лютикоцветные (Ranunculales).
|  |                                      |  |                                                             |                                                             |                     |  | ещё 9 семейств (согласно Системе APG II) | ещё 9 семейств (согласно Системе APG II) |                        |  |  |  | ещё около 40 родов (согласно Системе APG II) | ещё около 40 родов (согласно Системе APG II) |  |  |
|  |                                      |  |                                                             |                                                             |                     |  | ещё 9 семейств (согласно Системе APG II) | ещё 9 семейств (согласно Системе APG II) |                        |  |  |  | ещё около 40 родов (согласно Системе APG II) | ещё около 40 родов (согласно Системе APG II) |  |  |
|  |                                      |  |                                                             | порядок Лютикоцветные                                       |                     |  |                                          |                                          | подсемейство Лютиковые |  |  |  |                                              | вид Чернушка бухарская                       |  |  |
|  |                                      |  |                                                             | порядок Лютикоцветные                                       |                     |  |                                          |                                          | подсемейство Лютиковые |  |  |  |                                              | вид Чернушка бухарская                       |  |  |
|  | отдел Цветковые, или Покрытосеменные |  |                                                             |                                                             | семейство Лютиковые |  |                                          |                                          | род Чернушка           |  |  |  |                                              |                                              |  |  |
|  | отдел Цветковые, или Покрытосеменные |  |                                                             |                                                             |                     |  |                                          |                                          |                        |  |  |  |                                              |                                              |  |  |
|  |                                      |  | ещё 44 порядка цветковых растений (согласно Системе APG II) | ещё 44 порядка цветковых растений (согласно Системе APG II) |                     |  |                                          | ещё 4 подсемейства                       | ещё 4 подсемейства     |  |  |  | ещё около 25 видов (согласно Системе APG II) |                                              |  |  |
|  |                                      |  |                                                             | ещё 44 порядка цветковых растений (согласно Системе APG II) |                     |  |                                          |                                          | ещё 4 подсемейства     |  |  |  |                                              |                                              |  |  |